# Булнай
Булнай (Тосонценгел) (монг. Тосонцэнгэл) — сомон Завханського аймаку, Монголія. Територія 5,3 тис. км², населення 12,2 тис. Центр сомону Шумуултай розташований на відстані 800 км від Улан-Батора, 180 км. від міста Уліастай.

## Рельєф
Найвища точка – гора Марз (3205 м). Протікають річки Ідер, Хожуул, Тегш. Гарячі джерела

## Клімат
Різкоконтинентальний клімат. Середня температура січня -32 градуси, липня +16 градусів. Щорічна норма опадів 270 мм.

## Економіка
Вирощують кормові культури, картоплю, овочі.

## Тваринний світ
Водяться кабани, вовки, лисиці, кішки-манули.

## Соціальна сфера
Є школа, лікарня, торгово-культурні центри.
.